# Мутаз Хавсави
Мутаз Хавсави (араб. معتز هوساوي‎, 17 февраля 1992, Джидда) — саудовский футболист, защитник сборной Саудовской Аравии и клуба «Аль-Ахли» из Джидды.

## Клубная карьера
Мутаз Хавсави начинал свою карьеру футболиста в клубе «Аль-Ахли» из своей родной Джидды. 16 августа 2014 года он дебютировал в главной лиге страны, выйдя в основном составе в домашнем поединке против «Хаджера». 20 августа 2016 года Мутаз Хавсави забил свой первый гол в рамках Про-лиги, ставший единственным в гостевой игре с «Аль-Фатехом».

## Карьера в сборной
15 декабря 2012 года Мутаз Хавсави дебютировал в составе сборной Саудовской Аравии в матче чемпионата Федерации футбола Западной Азии 2012 года против команды Бахрейна, выйдя в стартовом составе. Он провёл ряд товарищеский матчей за сборную в 2014 году, по одному — в 2015 и 2016 годах. Также в 2016 году он принял участие в играх отборочного турнира чемпионата мира 2018 года.

## Достижения
«Аль-Ахли»
- Чемпион Саудовской Аравии (1): 2015/16
- Обладатель Кубка наследного принца Саудовской Аравии (1): 2014/15
- Обладатель Саудовского кубка чемпионов (1): 2016
- Обладатель Суперкубка Саудовской Аравии (1): 2016

## Статистика выступлений

### В сборной
| Матчи и голы Мутаза Хавсави за сборную Саудовской Аравии | Матчи и голы Мутаза Хавсави за сборную Саудовской Аравии | Матчи и голы Мутаза Хавсави за сборную Саудовской Аравии | Матчи и голы Мутаза Хавсави за сборную Саудовской Аравии | Матчи и голы Мутаза Хавсави за сборную Саудовской Аравии | Матчи и голы Мутаза Хавсави за сборную Саудовской Аравии | Матчи и голы Мутаза Хавсави за сборную Саудовской Аравии |
| №                                                        | Дата                                                     | Место проведения                                         | Соперник                                                 | Счёт                                                     | Голы                                                     | Соревнование                                             |
| -------------------------------------------------------- | -------------------------------------------------------- | -------------------------------------------------------- | -------------------------------------------------------- | -------------------------------------------------------- | -------------------------------------------------------- | -------------------------------------------------------- |
| 1                                                        | 15 декабря 2012                                          | Али Сабах аль-Салем, Эль-Фарвания                        | Бахрейн                                                  | 0:1                                                      | —                                                        | ЧФЗА 2012                                                |
| 2                                                        | 24 мая 2014                                              | Мунисипаль де Шапин, Херес-де-ла-Фронтера                | Молдова                                                  | 0:4                                                      | —                                                        | товарищ.                                                 |
| 3                                                        | 29 мая 2014                                              | Мунисипаль де Шапин, Херес-де-ла-Фронтера                | Грузия                                                   | 0:2                                                      | —                                                        | товарищ.                                                 |
| 4                                                        | 6 ноября 2014                                            | Принц Мухаммед ибн Фахд, Эд-Даммам                       | Палестина                                                | 2:0                                                      | —                                                        | товарищ.                                                 |
| 5                                                        | 30 декабря 2014                                          | Кардиния Парк, Джелонг                                   | Бахрейн                                                  | 1:4                                                      | —                                                        | товарищ.                                                 |
| 6                                                        | 30 марта 2015                                            | Принц Мухаммед ибн Фахд, Эд-Даммам                       | Иордания                                                 | 2:1                                                      | —                                                        | товарищ.                                                 |
| 7                                                        | 24 августа 2016                                          | Гранд-Хамад, Доха                                        | Лаос                                                     | 4:0                                                      | —                                                        | товарищ.                                                 |
| 8                                                        | 6 октября 2016                                           | Король Абдалла Спортс Сити, Джидда                       | Австралия                                                | 2:2                                                      | —                                                        | ОЧМ 2018                                                 |
| 9                                                        | 11 октября 2016                                          | Король Абдалла Спортс Сити, Джидда                       | ОАЭ                                                      | 3:0                                                      | —                                                        | ОЧМ 2018                                                 |
| 10                                                       | 23 марта 2017                                            | Раджамангала, Бангкок                                    | Таиланд                                                  | 3:0                                                      | —                                                        | ОЧМ 2018                                                 |
| 11                                                       | 5 сентября 2017                                          | Король Абдалла Спортс Сити, Джидда                       | Япония                                                   | 1:0                                                      | —                                                        | ОЧМ 2018                                                 |
| 12                                                       | 10 ноября 2017                                           | Ду Фонтелу, Визеу                                        | Португалия                                               | 0:3                                                      | —                                                        | товарищ.                                                 |
| 13                                                       | 26 февраля 2018                                          | Король Абдалла Спортс Сити, Джидда                       | Молдова                                                  | 3:0                                                      | —                                                        | товарищ.                                                 |
| 14                                                       | 27 марта 2018                                            | Стадион короля Бодуэна, Брюссель                         | Бельгия                                                  | 0:4                                                      | —                                                        | товарищ.                                                 |
| 15                                                       | 28 мая 2018                                              | аФГ Арена, Санкт-Галлен                                  | Италия                                                   | 1:2                                                      | —                                                        | товарищ.                                                 |
| 16                                                       | 3 июня 2018                                              | аФГ Арена, Санкт-Галлен                                  | Перу                                                     | 0:3                                                      | —                                                        | товарищ.                                                 |

Итого: 16 матчей / 0 голов; ksa-team.com.